# Корнево (Костромская область)
Корнево — деревня в составе Дмитриевского сельского поселения Галичского района Костромской области России.

## География
Деревня расположена на берегу речки Тора.

## История
Согласно Спискам населённых мест Российской империи в 1872 году деревня Коренево относилась к 2 стану Галичского уезда Костромской губернии. В ней числилось 10 дворов, проживало 35 мужчин и 46 женщин.
Согласно переписи населения 1897 года в деревне проживало 75 человек (34 мужчины и 41 женщина).
Согласно Списку населённых мест Костромской губернии в 1907 году деревня Коренево относилось к Фоминской казённой волости Галичского уезда Костромской губернии. По сведениям волостного правления за 1907 год в ней числилось 18 крестьянских дворов и 135 жителей. В деревне имелся кирпичный завод. Основным занятием жителей деревни был малярный промысел.
До муниципальной реформы 2010 года деревня также входила в состав Дмитриевского сельского поселения.

## Население
| 2008 | 2010 | 2012 | 2014 |
| ---- | ---- | ---- | ---- |
| 30   | ↘17  | ↗26  | ↘23  |